# بنی‌اسماعیل

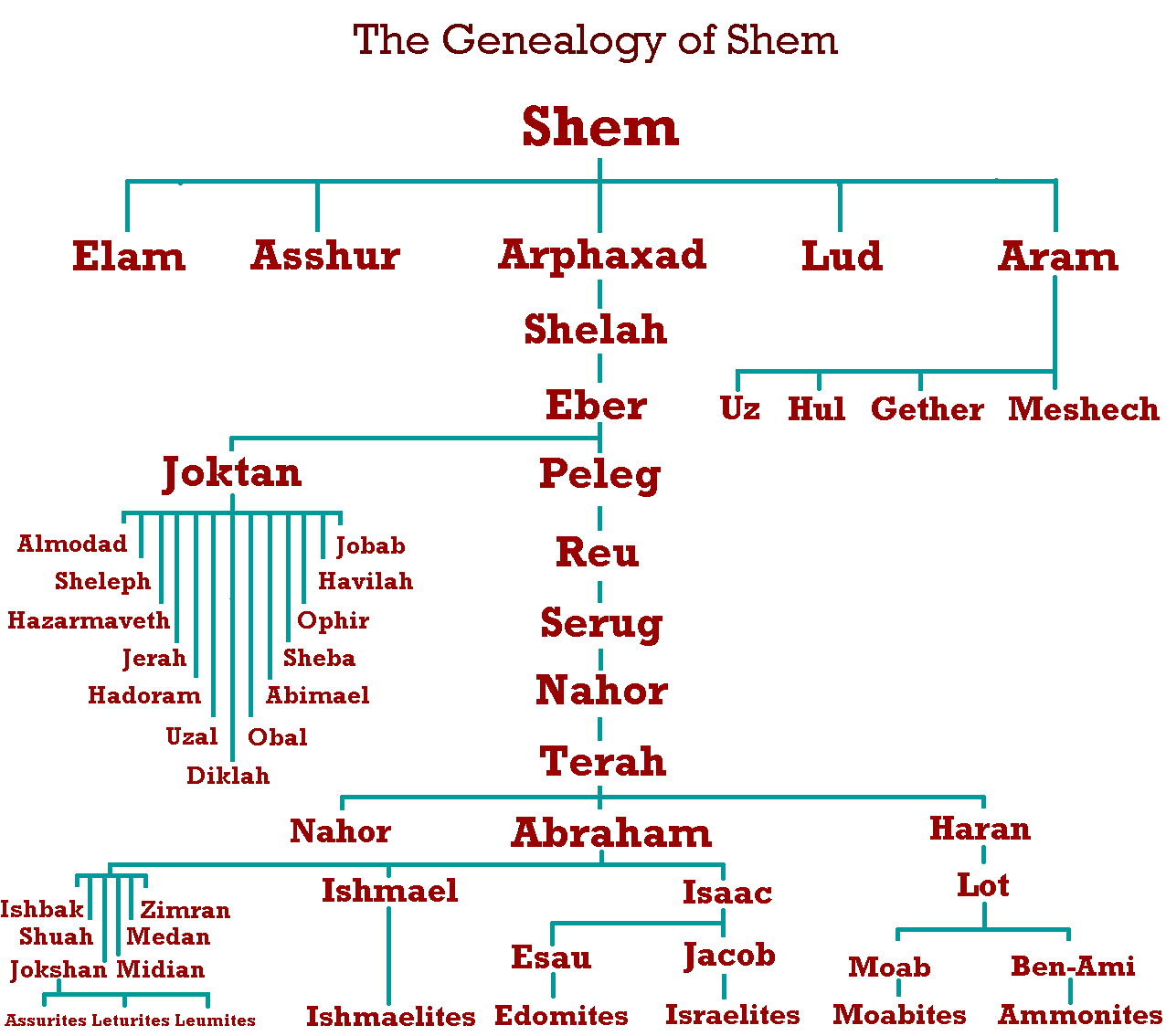
شجره نامه سام

با توجه به کتاب پیدایش، بنی اسماعیل نسل اسماعیل پسر ارشد ابراهیم می‌باشند که در عین حال از نسل ۱۲ پسر (شاهزاده) اسماعیل هستند.